# Cuscuta convallariiflora
Cuscuta convallariiflora är en vindeväxtart som beskrevs av Nikolai Vasilievich Pavlov. Cuscuta convallariiflora ingår i släktet snärjor, och familjen vindeväxter. Inga underarter finns listade i Catalogue of Life.